# マヌエル・フリードリヒ
マヌエル・フリードリヒ（Manuel Friedrich、1979年9月13日 - ）は、ドイツ・バート・クロイツナハ出身の元サッカー選手。元ドイツ代表である。ポジションはDF。

## 経歴

### クラブ
ユース時代はSG Guldental 07に所属し、1995年に1.FSVマインツ05の下部組織に移った。1999年夏、ブンデスリーガ2部に属していたマインツとプロ契約し、2000年2月26日のエネルギー・コットブス戦でデビューした。1999-2000シーズンは5試合に出場し、2000-01シーズンからの2シーズンは合計58試合に出場した。2001-02シーズンは8得点を挙げた。
2002年夏、ヴェルダー・ブレーメンに移籍した。トップチームでは2003年8月23日のシャルケ04戦に出場しただけで、専らリザーブチームの試合に出場した。2004年1月、1.FSVマインツ05に復帰し、そのシーズンはブンデスリーガ2部で17試合に出場して4得点を挙げた。
2007年7月、3年契約でバイエル・レバークーゼンに移籍した。移籍金は約300万ユーロと推定されている。2007-08シーズンは開幕からレギュラーに定着し、32試合に出場した。シャルケ04やハンブルガーSVなどの上位勢から得点を奪って得点能力の高さを見せつけた。2008-09シーズンは若いDFエンリケとコンビを組み、30試合に出場して3得点を挙げた。2009-10シーズンはベテランのDFサミ・ヒーピアとコンビを組み、4位でUEFAヨーロッパリーグ出場権を獲得した。33節で最下位ヘルタ・ベルリンから奪った得点は、ヘルタのツヴァイテリーガ（2部）降格を確定させる結果となった。
2013年6月にレバークーゼンを退団、11月にシーズン絶望の怪我を負ったネヴェン・スボティッチの代役としてマインツ時代のチームメイトで恩師のユルゲン・クロップ率いるボルシア・ドルトムントに加入した。
2014年8月22日、インディアン・スーパーリーグのムンバイ・シティFCと契約した。

### 代表
2006年3月、親善試合のアメリカ代表戦でドイツ代表に招集された。マインツから初めて選出されたドイツ代表選手であった。2006年8月16日、ゲルゼンキルヒェンで行われたスウェーデン代表との親善試合でデビューした。UEFA欧州選手権予選のサンマリノ代表戦では代表初得点を挙げ、マインツの選手としてドイツ代表で初めて得点を挙げた選手となった。

### 代表での得点
|   | 日時         | 場所         | 相手       | スコア | 結果 | 大会                   |
| 1 | 2006年9月6日 | セラヴァッレ | サンマリノ | 0–12   | 0–13 | UEFA欧州選手権2008予選 |